# Серр, Жан-Пьер
Жан-Пьер Серр (фр. Jean-Pierre Serre; род. 15 сентября 1926[…], Баж) — французский математик, работающий в области алгебраической геометрии, теории чисел и топологии. Доктор; почётный профессор Коллеж де Франс; член Французской академии наук и иностранный член АН России, США и Великобритании, а также Американского философского общества (1998). Самый молодой лауреат Филдсовской премии (1954).

## Биография
Родился в Баже на юге Франции. В 1945—1948 годах обучался в Парижской высшей нормальной школе. В 1951 году получил диплом доктора философии в Парижском университете. В 1948—1954 годах работал в Национальном центре научных исследований. В 1956 году получил должность профессора в Коллеж де Франс и оставался на этой должности до своего ухода на пенсию в 1994 году. В 2003 году первым из математиков был удостоен Абелевской премии.
Научные достижения

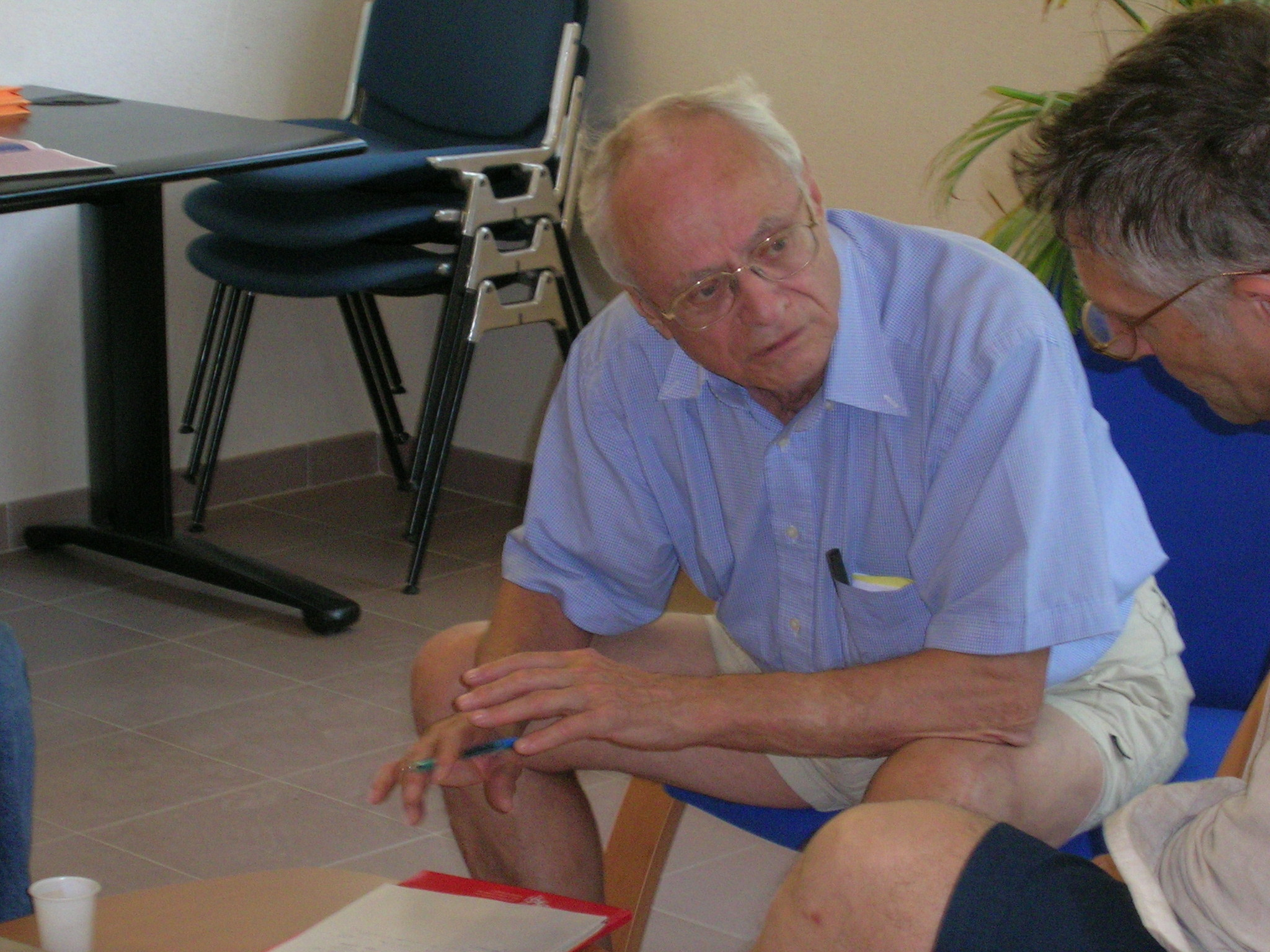
Жан-Пьер Серр в Летней школе «Гипотезы Серра о модулярности» в Люмини, 19 июля 2007

Со студенческих лет являлся одной из самых заметных фигур в научной школе Анри Картана. Работал над проблемами алгебраической топологии, коммутативной алгебры и алгебраической геометрии. В своей докторской диссертации Серр ввёл понятие спектральной последовательности Лере — Серра, соответствующей расслоению.
Вместе с Картаном разработал технику использования пространств Эйленберга — Маклейна для вычисления гомотопических групп сферы.
Эта задача в то время считалась одной из крупнейших проблем топологии.
За эти работы в 1954 году, в возрасте всего 27 лет, Серр получил престижную премию Филдса. В своей речи на церемонии присуждения премии Герман Вейль дал высокую оценку работам Серра и, в частности, упомянул, что Филдсовская премия впервые присуждается алгебраисту.
В 1950-х и 1960-х годах, благодаря сотрудничеству Александра Гротендика и Серра, появились несколько работ, заложивших основания современной алгебраической геометрии. Две основные работы Серра — «Faisceaux Algébriques Cohérents» (FAC) по когомологиям когерентных пучков и «Géometrie Algébrique et Géométrie Analytique» (GAGA). Обе работы были мотивированы задачей доказательства гипотез Вейля. Ещё молодым Серр считал, что для этого доказательства необходима общая теория когомологий. Проблема заключалась в том, что когомология когерентного пучка над конечным полем не могла отразить столько же свойств топологии, сколько сингулярные когомологии с целыми коэффициентами. В 1954—1955 годах Серр считал, что общая теория может быть построена на основе когомологий с коэффициентами в векторах Витта.
В 1955 году Серр выдвинул гипотезу, которая впоследствии подтвердилась в 1976 году, о том что над аффинным пространством произвольной размерности не существует нетривиальных векторных расслоений (Проблема Серра). Около 1958 года Серр предположил, что изотривиальные расслоения на алгебраическом многообразии, то есть расслоения, которые становятся тривиальными после взятия прообраза относительно некоторого конечного этального отображения, могут быть важны для поставленной задачи. Это стало одним из источников, вдохновивших Гротендика на разработку этальной топологии и соответствующей теории этальных когомологий. Эта теория стала одним из инструментов, позднее использовавшихся в доказательстве гипотез Вейля.
Позднее Серр являлся источником контрпримеров для излишне оптимистичных экстраполяций разработанной им теории. Он также тесно сотрудничал с Пьером Делинем, который завершил доказательство гипотез Вейля.
С 1959 года Серр начинает интересоваться теорией чисел, в частности проблемами теории полей классов и теории комплексного умножения. Наиболее заметным его вкладом в этой области стали теория представлений Галуа для ℓ-адических когомологий и доказательство того, что эти представления имеют «большие» образы. Им также разработана концепция p-адических модулярных функций. Им была выдвинута гипотеза о Mod-p представлениях, которая связала Великую теорему Ферма с основными направлениями исследований в области арифметической геометрии.

## Награды, отличия
- 1954 — Медаль Филдса
- 1985 — Премия Бальцана[6]
- 1987 — Золотая медаль Национального центра научных исследований
- 1995 — Премия Стила
- 2000 — Премия Вольфа по математике
- 2003 — Абелевская премия

В 1962 году сделал пленарный доклад на Международном конгрессе математиков; в 1996 году — на Европейском математическом конгрессе.
Является иностранным членом АН Норвегии и Швеции. Получил почётные степени примерно от дюжины университетов (в частности, от Кембриджского, Оксфордского и Гарвардского). С 2012 года является действительным членом Американского математического общества. Также Серр получил высшие награды во Франции — орден Почётного легиона и орден «За заслуги».

## Работы на русском языке
- Серр Ж.-П. Алгебраические группы и поля классов. Перев. с франц. — М.: Мир, 1968. — 286 с.-библ.: с. с. 270—277.
- Серр Ж.-П. Когомологии Галуа. Перев. с франц. — М.: Мир, 1968.-208 с.-библ.: с.с. 199—205.
- Серр Ж.-П. Линейные представления конечных групп. Перев. с франц. — М.: Мир, 1970.-132 с.
- Серр Ж.-П. Курс арифметики. Перев. с франц. — М.: Мир, 1972.-184 с.-библ.: с.с. 176—178.
- Серр Ж.-П. Алгебры Ли и группы Ли. Перев. с англ. М.: Мир, 1969.-376 с.-библ.: с.с. 363—365.
- Серр Ж.-П. Абелевы l-адические представления и эллиптические кривые. Перев. с англ. — М.: Мир, 1973. — 192 с. — библ.: 49.
- Серр Ж.-П. Сравнения и модулярные формы. Отт.: УМН, 1973, т. 28, N 2, с. 184—196.
- Серр Ж.-П. Собрание сочинений. т. 1. / М. А. Цфасман, ред. М.: МЦНМО, 2002. — 510 с.
- Серр Ж.-П. Собрание сочинений. т. 2. / М. А. Цфасман, ред. М.: МЦНМО, 2004. — 560 с.
- Серр Ж.-П. Собрание сочинений. т. 3. / М. А. Цфасман, С. М. Львовский, ред. — М.: МЦНМО, 2007. — 540 с.
- Серр Ж.-П. Собрание сочинений. т. 4. / М. А. Цфасман, С. М. Львовский, ред. — М.: МЦНМО, 2014. — 511 с.
- Серр Ж.-П. Собрание сочинений. т. 5. / М. А. Цфасман, С. М. Львовский, ред. — М.: МЦНМО, 2018. — 536 с.